# Dries De Bondt
Dries De Bondt (Bornem, 4 juli 1991) is een Belgisch wielrenner die sinds 2024 voor Decathlon-AG2R La Mondiale uitkomt. In 2020 werd hij Belgisch kampioen op de weg bij de elite.

## Carrière
In 2014, rijdende voor Josan-To Win Cycling Team, viel De Bondt zwaar in een afdaling tijdens de Ronde van de Vendée. De Bondt werd in het ziekenhuis van Nantes in een kunstmatige coma gehouden omdat er sprake was van vocht rond de hersenen. Twee weken later ontwaakte hij.
Als elite zonder contract wist De Bondt verschillende kermiskoersen te winnen bij de profs. In 2016 voegde hij Halle-Ingooigem toe aan zijn palmares door Jens Keukeleire te kloppen in een sprint-à-deux. Datzelfde jaar won hij ook onder andere het Oost-Vlaamse kampioenschap en het nationale kampioenschap voor elite zonder contract. In 2017 maakte hij samen met zijn ploeg Veranda's Willems-Crelan de overstap naar procontinentaal niveau. In 2020 werd hij Belgisch kampioen op de weg in Anzegem. Op 26 mei 2022 won hij de 18e etappe van de Giro in de sprint van een groepje van vier renners. Op 3 juni 2024 won hij Gullegem Koerse in de sprint van een groepje van drie renners.

## Overwinningen
2014
1e etappe Ronde van Vlaams-Brabant
Heusden Koers
Liedekerkse Pijl
GP Lucien Van Impe
2015
1e etappe (ploegentijdrit) Ronde van Midden-Nederland
2016
2e etappe Ronde de l'Oise
Halle-Ingooigem
Belgisch kampioen op de weg, Elite zonder contract
2017
GP Paul Borremans
2018
N8 van Brasschaat
2019
Halle-Ingooigem
N8 van Brasschaat
GP Beeckman-De Caluwé
Memorial Rik Van Steenbergen
2020
3e etappe Ster van Bessèges
Bergklassement Ronde van de Algarve
Sprintklassement Ronde van Wallonië
 Belgisch kampioen op de weg, Elite
2021
Prijs van de Strijdlust Ronde van Italië
Klassement van de tussensprinten (Traguardi volanti) Ronde van Italië
Sprintklassement Ronde van Wallonië
2022
18e etappe Ronde van Italië
Strijdlustklassement Ronde van België
Textielprijs Vichte
2023
Antwerp Port Epic
Sprintklassement Ronde van Guangxi
Izegem Koers
Textielprijs Vichte
2024
N8 van Brasschaat
Kemmel Koerse
Izegem Koers
2025
Klassement van de tussensprinten Ronde van Italië
Gullegem Koerse

## Resultaten in voornaamste wedstrijden
| Jaar | Ronde van Italië | Ronde van Frankrijk | Ronde van Spanje |
| ---- | ---------------- | ------------------- | ---------------- |
| 2017 |                  |                     |                  |
| 2018 |                  |                     |                  |
| 2019 |                  |                     |                  |
| 2020 |                  |                     |                  |
| 2021 | 91e              |                     |                  |
| 2022 | 109e (1)         |                     |                  |
| 2023 |                  |                     |                  |
| 2024 |                  |                     |                  |
| 2025 | 128e             |                     |                  |

| Jaar | Milaan-San Remo | Gent-Wevelgem | Ronde van Vlaanderen | Parijs-Roubaix | Amstel Gold Race | Omloop Het Nieuwsblad | E3 Saxo Classic | Parijs-Tours |  | Wereldranglijsten |
| ---- | --------------- | ------------- | -------------------- | -------------- | ---------------- | --------------------- | --------------- | ------------ |  | ----------------- |
| 2017 |                 | opgave        | 101e                 |                |                  | opgave                | opgave          | 141e         |  |                   |
| 2018 |                 | 148e          |                      | 94e            |                  | opgave                | opgave          | 70e          |  | 133e (UWT)        |
| 2019 |                 | 58e           | opgave               |                |                  | 43e                   |                 |              |  | 101e (UWT)        |
| 2020 | 128e            |               | opgave               |                |                  | 40e                   |                 | 33e          |  |                   |
| 2021 | 98e             |               | 49e                  |                |                  | 20e                   | 52e             | 24e          |  |                   |
| 2022 |                 |               |                      |                | opgave           | 31e                   | 19e             | 19e          |  |                   |
| 2023 |                 |               |                      |                |                  | 44e                   | 58e             | 17e          |  |                   |
| 2024 | 110e            | 80e           | opgave               | opgave         |                  | 19e                   | 59e             | 13e          |  |                   |
| 2025 |                 | 22e           | opgave               | 22e            |                  | 77e                   | 50e             |              |  |                   |

#### Resultaten in kleinere rondes
| Jaar | Ster van Bessèges | Ronde van de Algarve | Parijs-Nice | Tirreno-Adriatico | Ronde van Luxemburg | Ronde van België | Ronde van Wallonië | Renewi Tour | Ronde van Guangxi |
| ---- | ----------------- | -------------------- | ----------- | ----------------- | ------------------- | ---------------- | ------------------ | ----------- | ----------------- |
| 2015 |                   |                      |             |                   |                     | opgave           |                    |             |                   |
| 2016 | opgave            |                      |             |                   |                     |                  |                    |             |                   |
| 2017 | 122e              |                      |             |                   | 81e                 |                  | 115e               |             |                   |
| 2018 | 71e               |                      |             |                   | 78e                 | opgave           | 64e                | opgave      |                   |
| 2019 | 110e              |                      |             |                   | 35e                 | 53e              | ↑                  |             |                   |
| 2020 | 83e (1)           | 100e                 |             | 126e              |                     |                  | 59e                | 89e         |                   |
| 2021 | 85e               |                      | 113e        |                   |                     | 17e              | 111e               | 79e         |                   |
| 2022 | 115e              | 93e                  |             |                   |                     | 6e               | 90e                |             |                   |
| 2023 | 75e               |                      |             |                   |                     | 51e              | 67e                |             | 45e               |
| 2024 | 49e               |                      | 93e         |                   |                     | 60e              | 85e                | 88e         | 91e               |
| 2025 | opgave            |                      |             | 86e               |                     |                  |                    |             |                   |

## Ploegen
- 2014 –  Josan-To Win Cycling Team
- 2015 –  Veranda's Willems Cycling Team
- 2016 –  Veranda's Willems Cycling Team
- 2017 –  Veranda's Willems-Crelan
- 2018 –  Veranda's Willems-Crelan
- 2019 –  Corendon-Circus
- 2020 –  Alpecin-Fenix
- 2021 –  Alpecin-Fenix
- 2022 –  Alpecin-Fenix
- 2023 –  Alpecin-Deceuninck
- 2024 –  Decathlon AG2R La Mondiale
- 2025 –  Decathlon AG2R La Mondiale Team

Breyne · De Boeck · De Bondt · De Clercq · De Rooze · Finders · Haverals · Polazzi · Reynvoet · Sys · Van De Waeter · Van Den Brande · Vansumere · Venneman · Verraes · Vrolijkx
Bille · Cordeel · De Bondt · Devolder · Dupont · Duijn · Godrie · Goolaerts · Jaspers · Kruopis · Merlier · Prémont · van Aert · Van Breussegem · Van Zummeren · Vergaerde · Livyns (stagiair) · Teugels (stagiair)
De Bie · De Bondt · De Witte · Devolder · Duijn · Godrie · Goolaerts · Kruopis · Leysen · Livyns · Merlier · Steels · Tanner · van Aert · Van Breussegem · Waeytens
Cortjens · De Bondt · Dekker · del Carmen Alvarado · Devolder · Eibl · Fagerhaug · Hansen · Jans · Janssens · Meeusen · Meisen · Merlier · Rickaert · Rouiller · Stallaert · Tulett · Turner · D. van der Poel · M. van der Poel · Vandeputte · van Trijp · Vergaerde · Vermeersch · Walsleben · Benoist (stagiair) · Clé (stagiair)
Anderson · Bayer · De Bondt · del Carmen Alvarado · De Tier · De Vreese · Dillier · Eibl · Jans · Janssens · Krieger · Leysen · Meisen · Merlier · Meurisse · Modolo · Philipsen · Pieterse · Planckaert · Richardson · Rickaert · Riesebeek · Sbaragli · Sweeck · Taminiaux · Thwaites · Tulett · Vakoč · D. van der Poel · M. van der Poel · Vergaerde · Vermeersch · Vervaeke · Vine · Walsleben
Anderson · Ballerstedt · Bax · Bayer · De Bondt · De Tier · Dillier · Gaze · Gogl · Janssens · Krieger · Leysen · Mareczko · Merlier · Meurisse · Oldani · Philipsen · Planckaert · Rickaert · Riesebeek · Sbaragli · Stannard · Taminiaux · Thwaites · Van Den Bossche · D. van der Poel · M. van der Poel · Van Keirsbulck · Vermeersch · Vermote · Vine
Ballerstedt · Bayer · Conci · De Bondt · Dillier · Gaze · Ghys · Gogl · Groves · Hermans · Janssens · Kragh Andersen · Krieger · Leysen · Mareczko · Meurisse · Oldani · Osborne · Philipsen · Planckaert · Plowright · Rickaert · Riesebeek · Sbaragli · Sinkeldam · Stannard · Taminiaux · Van Den Bossche · van der Poel  · Vermeersch
Armirail · Baudin · Bennett · Berthet · Boasson Hagen · Bonnamour (tot 25/3) · Bouchard · Cosnefroy · De Bondt · De Pestel · Dewulf · Gall · Gautherat · Godon · Hänninen · Labrosse · Lafay ·  Lapeira · Naesen · O'Connor · A. Paret-Peintre · V. Paret-Peintre · Peters · Pollefliet · Prodhomme · Retailleau · Touzé · Tronchon · Vendrame · Warbasse